# Richard Sainct
Richard Sainct (Saint-Affrique, Aveyron, 14 de abril de 1970-Egipto, 29 de septiembre de 2004) fue un piloto de rallies francés, ganador del Rally Dakar en tres ocasiones (dos veces con BMW y una con KTM). Falleció a causa de una caída durante la 4.ª etapa del Rally de los Faraones 2004.

## Palmarés
- Vencedor del Rally Dakar en 1999, 2000 y 2003. (2.º en 2004)
- Vencedor del Rally de los Faraones en 2002.
- Vencedor del Rally del Atlas en 1997 y 1998.
- Vencedor del Rally de Túnez en 1998 y 1999.
- Vencedor del Rally de Marruecos en 2001 y 2002.

## Resultados

### Rally Dakar
| Año     | Clase | Vehículo | Posición | Etapas |
| ------- | ----- | -------- | -------- | ------ |
| 1991    | Motos | Kawasaki | Ret.     | -      |
| 1995    | Motos | Honda    | Ret.     | -      |
| 1996    | Motos | KTM      | 5.º      | -      |
| 1997    | Motos | KTM      | Ret.     | -      |
| 1998    | Motos | KTM      | Ret.     | 1      |
| 1999    | Motos | BMW      | 1.º      | 2      |
| 2000    | Motos | BMW      | 1.º      | 2      |
| 2001    | Motos | KTM      | Ret.     | 2      |
| 2002    | Motos | KTM      | 3.º      | 1      |
| 2003    | Motos | KTM      | 1.º      | 5      |
| 2004    | Motos | KTM      | 2.º      | 2      |
| Fuente: |       |          |          |        |